# Saarländischer Radfahrer-Bund
Der Saarländische Radfahrer-Bund e. V. (SRB) ist einer von 17 Landesverbänden des Bundes Deutscher Radfahrer und zudem Sportfachverband für den Radsport im Landessportverband für das Saarland.
Der SRB ist die Dachorganisation aller saarländischen Mitgliedsvereine und der ihm beigetretenen Radsportabteilungen, dessen originärer Zweck das Ausüben, Fördern und Organisieren von Radfahr-/Radsportaktivitäten ist (Straßenrennen, Einzelzeitfahren, Bergzeitfahren, Trial, Cross-Country, Cyclocross, Kunstradfahren und BMX-Rennen).

## Geschichte
Der erste Radsportverein im Saarland wurde 1885 in Saarlouis ins Leben gerufen. Bis Anfang der 1930er Jahre gehörten die Vereine im Saarland meist der Deutschen Radfahrer-Union, später dem Bund Deutscher Radfahrer an.
Nach dem Zweiten Weltkrieg wurde das Saarland durch Frankreich von seiner Besatzungszone abgekoppelt und wirtschaftlich an Frankreich angeschlossen. Als Vorläufer des SRB wurde 1947 eine Saarländische Radfahrer-Union gegründet, die unter dem Namen Union de Cyclisme de la Sarre dem französischen Radsportverband FFC angegliedert wurde. Der Saarländische Radfahrer-Bund entstand im Juli 1949 und wurde 1951 als eigenständiges Mitglied in den Radsport-Weltverband UCI aufgenommen. In diese Zeit fielen mehrere Aktivitäten, die dem saarländischen Radsport international Sichtbarkeit verschafften:
- Der SRB richtete die Querfeldein-WM 1955 sowie den 98. Kongress der UCI aus.
- Auswahlmannschaften des SRB beteiligten sich an den Weltmeisterschaften auf Straße, im Querfeldein sowie im Radball. Die besten Ergebnisse erzielte Lothar Friedrich mit einem 8. Platz im Straßenrennen der Amateure 1955 und einem 9. Platz bei der Querfeldein-WM 1955 vor eigenem Publikum.[4]
- Die Tour de France fuhr 1948 und 1953 durchs Saarland.

In der saarländischen Olympiamannschaft 1952 waren hingegen keine Radsportler vertreten.
Als nach dem Scheitern des Saarstatuts die Rückkehr des Saarlands zu Deutschland absehbar war, entschloss sich der SRB, zum 17. März 1956 dem Bund Deutscher Radfahrer beizutreten, dem er seither als Landesverband angehört.